# Эйтрем, Сандер
Сандер Эйтрем (норв. Sander Eitrem; род. 12 февраля 2002; Тотен) — норвежский конькобежец, серебряный и бронзовый призёр чемпионата мира, чемпион Европы, серебряный и бронзовый призёр чемпионата Европы.

## Биография
Сандер Эйтрем начал заниматься конькобежным спортом в раннем детстве. В возрасте 8-ми лет стал участвовать в молодёжных соревнованиях и в 2015 и 2016 годах выиграл бронзовые медали в сумме многоборья. В 15 лет он самостоятельно переехал из Тотена в Хамар и поступил в Норвежский колледж спорта высших достижений, специализирующийся на конькобежном спорте. Там он подружился с Хальгейром Энгебротеном, также перспективным конькобежцем.
Эйтрем дебютировал на чемпионате Норвегии в сезоне 2018/19, а через год впервые выступил на юниорском Кубке мира. В январе 2020 года он участвовал на зимних юношеских Олимпийских играх, заняв 6-е место в забеге на 1500 м и 24-е на 500 м. Через месяц дебютировал на чемпионате мира среди юниоров, где стал 9-м в многоборье и 4-м в командной гонке. 
В сезоне 2021/22 он начал выступления на Кубке мира в дивизионе "В", после чего в марте 2022 года участвовал у себя дома на чемпионате мира в классическом многоборье, где поднялся на 5-е место в общем зачёте. В том же месяце Эйтрем выиграл чемпионат Норвегии в Ставангере в одну "калитку", где завоевал четыре золотые медали, в том числе и в многоборье, а через год вновь стал первым на дистанциях 5000 и 10000 метров. 
Сезон 2022/23 Сандер начал со 2-го места в Кубке мира в Нидерландах на дистанции 5000 метров, а следом на чемпионате Европы в Хамаре завоевал серебро в сумме многоборья и золото на Национальном чемпионате. В феврале на этапе Кубка мира в польском Томашув-Мазовецки выиграл с партнёрами командную гонку и в забеге на 5000 метров Эйтрем установил новый рекорд трассы, завоевав золото со временем 6:15,06 сек, побив предыдущий рекорд Нильса ван дер Пула
 В марте на чемпионате мира на отдельных дистанциях в Херенвене занял 5-е место в забеге на 1500 метров.
В 2024 году Эйтрем одержал ещё две победы на чемпионате Норвегии на своих коронных дистанциях 5000 и 10000 метров. На этапе Кубка мира в Обихиро выиграл золото в командной гонке и бронзу на 5000 метров. В январе принял участие на чемпионате Европы в Херенвене, где стал чемпионом Европы в командной гонке и занял 3-е место в забеге на 5000 метров. Далее стал чемпионом Норвегии в классическом многоборье, а в феврале на чемпионате мира на отдельных дистанциях в Калгари Сандер выиграл бронзовую медаль на дистанции 5000 м и серебряную в командной гонке преследования.
В марте на чемпионате мира в классическом многоборье в немецком  Инцелле занял 4-е место по сумме 4-х дистанции.